# خوسيه ألبرتو سانشيز
خوسيه ألبرتو سانشيز هو منافس ألعاب قوى كوبي، ولد في 2 سبتمبر 1986 في Corralillo ‏ في كوبا.

## وصلات خارجية
- خوسيه ألبرتو سانشيز على موقع الاتحاد الدولي لألعاب القوى (الإنجليزية)